# Не просто счастливый конец
«Не просто счастливый конец» (англ. Not Another Happy Ending) — британская романтическая комедия 2013 года режиссёра Джона Маккея. В главных ролях снимались Карен Гиллан, Стэнли Вебер, Фрейя Мейвор и Иэн Де Кэскер.
Премьера состоялась на Эдинбургском кинофестивале 30 июня 2013.

## В ролях
- Карен Гиллан — Джейн Локхарт
- Стэнли Вебер — Том Дюваль
- Фрейя Мейвор — Никола Болл
- Иэн Де Кэскер — Родди
- Эми Мэнсон — Дарси
- Генри Йен Кьюсик — Вилли Скотт
- Кейт Дики — Анна Лё Февр
- Гэри Льюис — Бенни Локхарт, отец Джейн

## Создание фильма
Первоначально на роль Тома был выбран шотландский актёр Иман Эллиот, но впоследствии она отошла к французу Стэнли Веберу. Съёмки проходили в Глазго, в районе Мерчант Сити.

## Награды и номинации
- 2013 — BAFTA Scotland — Иэну Де Кэскеру в категории «Лучший актёр в фильме» (номинация)